# 3 Centauri
3 Centauri (3 Cen) es una estrella binaria situada en la zona septentrional de la constelación de Centaurus. Se encuentra a 347 años luz de distancia del sistema solar.
La estrella principal del sistema, 3 Centauri A (HD 120709 / HR 5210), brilla con magnitud aparente +4,53. Figura catalogada como una gigante azul de tipo espectral B5III pero sus parámetros físicos sugieren que todavía no ha abandonado la secuencia principal.
Su temperatura efectiva es de aproximadamente 17.500 K y su luminosidad es 700 veces mayor que la luminosidad solar.
Tiene un radio 2,9 veces más grande que el del Sol y, para ser una estrella de sus características, rota lentamente; su velocidad de rotación proyectada de 19 km/s da lugar a un período de rotación inferior a 8 días.
Probablemente la lenta rotación es responsable de su composición química anómala.
Es una estrella pobre en helio —el contenido de este elemento es una cuarta parte del valor normal— y, además, el isótopo predominante en la atmósfera estelar es el helio-3, mucho menos abundante en el Universo que el helio-4.
Asimismo, el contenido de algunos elementos pesados como mercurio, fósforo, galio y kriptón es singularmente elevado en relación con los valores habituales.
Pequeñas variaciones en su brillo pudieran deberse a la presencia de una compañera cercana que periódicamente la eclipsa; por ello recibe la denominación, en cuanto a estrella variable, de V983 Centauri.
La estrella secundaria, 3 Centauri B (HD 120710 / HR 5211), tiene magnitud aparente +6,02 y es una estrella blanco-azulada de la secuencia principal de tipo espectral B8V.
Su luminosidad es 82 veces mayor que la del Sol y tiene una masa de tres masas solares, igual al 60% de la masa de su compañera.
Tiene un radio 2,1 veces más grande que el del Sol y su velocidad de rotación proyectada, 165 km/s, es normal para una estrella de su clase.
La separación en el cielo entre 3 Centauri A y B es de 8 segundos de arco.
La distancia real entre ellas es de al menos 800 UA y el período orbital es mayor de 8200 años, por lo que no se ha observado movimiento orbital alguno.
Se piensa que es un sistema joven con una edad de solo unas decenas de millones de años.